# Камара, Фоде
Фоде Бая Камара (фр. Fode Bouya Camara; род. 1946, Конакри) — гвинейский футболист, полузащитник. Участник летних Олимпийских игр 1968 года.

## Биография
В 1968 году главный тренер национальной сборной Гвинеи Наби Камара вызвал Фоде на летние Олимпийские игры в Мехико. В своей группе Гвинея заняла последнее четвёртое место, уступив Колумбии, Мексики и Франции. Фоде Камара на турнире сыграл в трёх матчах и забил два гола в ворота Колумбии.